# Konventionella vapen
Konventionella vapen är en typ av vapen som inte inkorporerar kemiska, biologiska eller nukleära tekniker. Frasen är en retronym som används för att beskriva den arsenal som existerade innan andra kategorier av vapen forskades fram och utvecklades under 1900-talet. Även om termen konventionella vapen primärt används för att beskriva explosiva vapen inkluderar FN-konventionen om konventionella vapen även vapen som använder sig av till exempel laser och brandbomb.
Vapenkonventionen är FN:s konvention om förbud mot eller inskränkningar i användningen av "vissa konventionella vapen som kan anses vara ytterst skadebringande eller ha urskillningslösa verkningar".